# Antonio de la Torre
Antonio de la Torre Martín (Málaga, 1968. január 18. –) kétszeres Goya-díjas spanyol színész, újságíró.
A legtöbb Goya-jelöléssel rendelkező színész, összesen 13 alkalommal jelölték a díjra. Legjobb mellékszereplőként a Sötétkékmajdnemfekete (2006), míg főszereplőként A rendszer (2018) című filmekkel vehetett át díjakat.

## Válogatott filmográfia

### Film
| Év   | Magyar cím                        | Eredeti cím                        | Szerep                   | Magyar hang    |
| ---- | --------------------------------- | ---------------------------------- | ------------------------ | -------------- |
| 1994 |                                   | Los peores años de nuestra vida    | újságíró                 |                |
| 1995 | Chafarinasban fogsz meghalni      | Morirás en Chafarinas              | operátor                 |                |
| 1995 | Szia! Egyedül vagy?               | Hola, ¿estás sola?                 | Joven                    |                |
| 1995 | A Fenevad napja                   | El día de la bestia                | Tipo Dependiente         |                |
| 1997 | Hátsó utakon                      | Carreteras secundarias             | Guardia Civil tagja      |                |
| 1998 |                                   | Insomnio                           | asszisztens              |                |
| 1998 | Torrente, a törvény két balkeze   | Torrente, el brazo tonto de la ley | Rodrigo                  | Hannus Zoltán  |
| 1999 | Lábad között                      | Entre las piernas                  | parkoló alkalmazott      |                |
| 1999 | Idegen virágok                    | Flores de otro mundo               | kamionsofőr              |                |
| 1999 | A nevetés halála                  | Muertos de risa                    | rendőr                   |                |
| 2000 | A harcos szíve                    | El corazón del guerrero            | Pellizer ügynök          |                |
| 2000 | A közösség                        | La comunidad                       | Quique                   |                |
| 2002 | Minden idők legnagyobb képrablása | El robo más grande jamás contado   | Angel                    |                |
| 2002 |                                   | Poniente                           | Paquito                  |                |
| 2003 | Többet ne!                        | Te doy mis ojos                    | férfi a terápián         |                |
| 2004 | A hetedik nap                     | El séptimo día                     | Guardia Civil tizedese   |                |
| 2005 | Fivérem vétkei                    | La noche del hermano               | Alcalde                  |                |
| 2005 | Vadvirágok                        | El Calentito                       | technikus                |                |
| 2006 | Volver                            | Volver                             | Paco                     | Bordás János   |
| 2006 | Sötétkékmajdnemfekete             | AzulOscuroCasiNegro                | Antonio                  |                |
| 2007 | Mataharik                         | Mataharis                          | Sergio                   |                |
| 2008 | Che                               | Che: Guerrilla                     | Carlos Fernández hadnagy |                |
| 2009 | Kövéren szép az élet              | Gordos                             | Enrique                  |                |
| 2010 | Egy őrült szerelem balladája      | Balada triste de trompeta          | Sergio                   | Dolmány Attila |
| 2010 | Neon hús                          | Carne de neón                      | Santos                   |                |
| 2011 | Laza esküvő                       | Primos                             | Bachi                    |                |
| 2012 | Hetes osztag                      | Grupo 7                            | Rafael                   | Jakab Csaba    |
| 2013 | Szeretők, utazók                  | Los amantes pasajeros              | Álex Acero               | Háda János     |
| 2013 |                                   | Caníbal                            | Carlos                   |                |
| 2013 | Csókok és gólok                   | La gran familia española           | Adán                     |                |
| 2014 | A közös szenvedély                | United Passions                    | Enrique Buero            | Sághy Tamás    |
| 2014 | Mocsárvidék                       | La isla mínima                     | Rodrigo                  | Nagypál Gábor  |
| 2016 | Késő harag                        | Tarde para la ira                  | José                     |                |
| 2017 | Abrakadabra                       | Abracadabra                        | Carlos                   |                |
| 2017 | Az író                            | El autor                           | Juan                     |                |
| 2017 | Aurora Borealis – Északi fény     | Aurora Borealis – Északi fény      | Antonio                  |                |
| 2018 |                                   | La noche de 12 años                | Pepe Mujica              |                |
| 2018 | A rendszer                        | El reino                           | Manuel López Vidal       |                |
| 2019 | A vég nélküli lövészárok          | La trinchera infinita              | Higinio Blanco           |                |
| 2022 | Eltitkolt történetek              | Historias para no contar           | Carlos                   |                |
| 2024 |                                   | Los destellos                      | Ramón                    |                |

### Televízió
| Év        | Magyar cím                             | Eredeti cím                        | Szerep                         | Megjegyzések                               |
| --------- | -------------------------------------- | ---------------------------------- | ------------------------------ | ------------------------------------------ |
| 2000–2006 |                                        | El comisario                       | Tony / Cajuna felügyelő        | 2 epizód                                   |
| 2003      |                                        | Código fuego                       | Bala                           | 6 epizód                                   |
| 2003      |                                        | Café express                       | Juan Carlos                    | 2 epizód                                   |
| 2004      |                                        | Los 80                             | Fernando                       | 6 epizód                                   |
| 2011      | Clara Campoamor, az elfeledett asszony | Clara Campoamor, la mujer olvidada | Antonio García                 | tévéfilm                                   |
| 2016      | Éjszakai szolgálat                     | The Night Manager                  | Juan Apostol                   | - 4 epizód - magyar hangja: - Tarján Péter |
| 2020      | A spanyol hercegnő                     | The Spanish Princess               | II. Ferdinánd aragóniai király | 1 epizód                                   |
| 2022      | A lányok a hátsó sorból                | Las de la última fila              | Antonio                        | minisorozat (1 epizód)                     |

## Díjak és jelölések

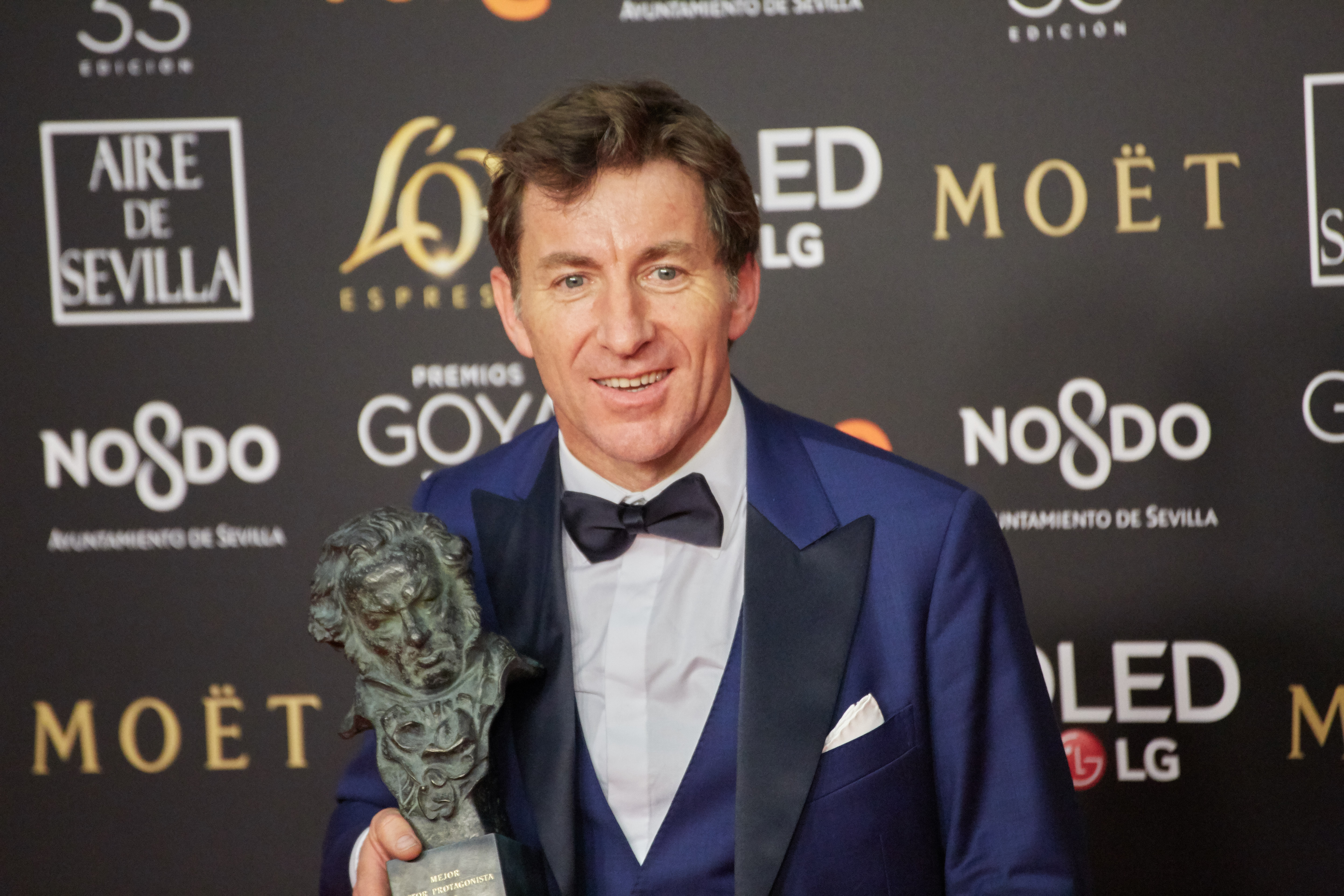
A 2019-es Goya-gálán, A rendszer című filmjével elnyert díjjal

Goya-díj
| Év   | Kategória                    | Jelölt mű                    | Eredmény | Ref.   |
| ---- | ---------------------------- | ---------------------------- | -------- | ------ |
| 2007 | legjobb férfi mellékszereplő | Sötétkékmajdnemfekete        | Elnyerte | [ 4 ]  |
| 2010 | legjobb férfi főszereplő     | Kövéren szép az élet         | Jelölve  | [ 5 ]  |
| 2011 | legjobb férfi főszereplő     | Egy őrült szerelem balladája | Jelölve  | [ 6 ]  |
| 2013 | legjobb férfi főszereplő     | Hetes egység                 | Jelölve  | [ 7 ]  |
| 2013 | legjobb férfi mellékszereplő | Invasor                      | Jelölve  | [ 8 ]  |
| 2014 | legjobb férfi főszereplő     | Caníbal                      | Jelölve  | [ 9 ]  |
| 2014 | legjobb férfi mellékszereplő | Csókok és gólok              | Jelölve  | [ 10 ] |
| 2015 | legjobb férfi mellékszereplő | Mocsárvidék                  | Jelölve  | [ 11 ] |
| 2017 | legjobb férfi főszereplő     | Késő harag                   | Jelölve  | [ 12 ] |
| 2018 | legjobb férfi főszereplő     | Abrakadabra                  | Jelölve  | [ 13 ] |
| 2019 | legjobb férfi főszereplő     | A rendszer                   | Elnyerte | [ 14 ] |
| 2019 | legjobb férfi mellékszereplő | La noche de 12 años          | Jelölve  | [ 15 ] |
| 2020 | legjobb férfi főszereplő     | A vég nélküli lövészárok     | Jelölve  | [ 16 ] |
| 2025 | legjobb férfi mellékszereplő | Los destellos                | Jelölve  | [ 17 ] |

## Fordítás
- Ez a szócikk részben vagy egészben  az   Antonio de la Torre (actor) című angol Wikipédia-szócikk ezen változatának fordításán alapul.  Az eredeti cikk szerkesztőit annak laptörténete sorolja fel. Ez a jelzés csupán a megfogalmazás eredetét és a szerzői jogokat jelzi, nem szolgál a cikkben szereplő információk forrásmegjelöléseként.
- Ez a szócikk részben vagy egészben  az   Antonio de la Torre filmography című angol Wikipédia-szócikk ezen változatának fordításán alapul.  Az eredeti cikk szerkesztőit annak laptörténete sorolja fel. Ez a jelzés csupán a megfogalmazás eredetét és a szerzői jogokat jelzi, nem szolgál a cikkben szereplő információk forrásmegjelöléseként.